# La Madone à l'œillet (Dürer)
Pour les articles homonymes, voir La Madone à l'œillet.
La Madone à l'œillet est une  peinture à l'huile sur parchemin appliquée sur panneau (39,7 × 29,3 cm) réalisée par Albrecht Dürer signée et datée de 1516, et conservée à l'Alte Pinakothek de Munich. 

## Histoire
L'œuvre a probablement été peinte pour la dévotion privée. En 1630, elle appartenait à l'électeur de Bavière, puis au prince-évêque de Freising, pour enfin entrer en 1802 dans le musée bavarois.

## Description
Sur un fond vert, la Vierge Marie est représentée de face avec l'Enfant dans ses bras lui offrant un œillet rouge, symbole du sang de sa future Passion, et aussi du mariage mystique entre la mère et le fils, c'est-à-dire entre le Christ et son Église. Mais Jésus ne le prend pas, tout accaparé à tenir une poire entre ses mains, ce fruit symbolisant, entre autres, le Péché originel.
Le délicat visage de Marie est vu de très près, encadré par des cheveux blonds, traités comme d'habitude par l'artiste avec de brillants reflets dorés et des traits fins. Son regard est doux et rassurant, s'adressant directement à l'adorateur. 
La grosse tête de l'Enfant démontre une intention de représenter de façon réaliste le sujet, comme pour la dentelle délicate de son vêtement bleu. 